# Jacqueline Sauvage
Jacqueline Sauvage (* 27. Dezember 1947 in Melun, Département Seine-et-Marne; † 23. Juli 2020 in La Selle-sur-le-Bied, Département Loiret) war eine Französin, die im Jahr 2012 ihren Ehemann Norbert Marot mit drei Gewehrschüssen in den Rücken tötete, nachdem dieser sie jahrzehntelang misshandelt hatte. Sie wurde für ihre Tat zu zehn Jahren Gefängnis verurteilt, nach breiter öffentlicher Debatte aber vorzeitig begnadigt und aus der Haft entlassen.

## Leben
Jacqueline Sauvage wurde am 27. Dezember 1947 in Melun geboren und hatte fünf Brüder und zwei Schwestern. Ihre eigene Mutter war ein Opfer häuslicher Gewalt, ihr wurde vom Vater die Nase gebrochen. Als Teenagerin lernte sie Norbert Marot kennen, den sie im Juni 1965 heiratete. Als gelernte Näherin übte sie ihren Beruf aus, bevor sie eine Familie gründete und vier Kinder zur Welt brachte, einen Sohn und drei Töchter. Die Familie zog in den frühen 1970er Jahren nach Melun. Norbert Marot, ein Lkw-Fahrer, gründete 1981 sein eigenes Transportunternehmen. Jacqueline Sauvage arbeitete an der Seite ihres Mannes in dem Betrieb.

## Tat
Am 10. September 2012 tötete Jacqueline Sauvage ihren Ehemann mit drei Schüssen in den Rücken. Während des medial vielbeachteten Prozesses erklärte sie ihre Tat mit Notwehr nach 47 Jahren ehelicher Gewalt. Auch die drei Töchter des Paares prangerten im Gerichtsprozess das gewalttätige und inzestuöse Verhalten ihres Vaters an. Am 28. Oktober 2014 wurde Jacqueline Sauvage zu einer zehnjährigen Haftstrafe verurteilt. In einem Berufungsverfahren wurde das Urteil am 3. Dezember 2015 im Hinblick auf die Strafdauer bestätigt. Sauvage wurde in Folge zu einem Symbol für Opfer von häuslicher Gewalt in Frankreich. Gegen ihre Verurteilung protestierten zahlreiche Politiker, Künstler und Frauenorganisationen. Ihre Töchter beantragten eine Begnadigung ihrer Mutter bei dem Präsidenten von Frankreich. Es wurde ein Unterstützungskomitee eingerichtet, dem u. a. die damalige Bürgermeisterin von Paris, Anne Hidalgo, die Präsidentin des Regionalrats der Île de France, Valérie Pécresse, der Politiker Daniel Cohn-Bendit und der Sprecher der Linkspartei Jean-Luc Mélenchon angehörten. Eine Online-Petition erreichte mehr als 400.000 Unterschriften.
Am 31. Januar 2016 gewährte François Hollande ihr eine Teilbefreiung. Der Fall und die Begnadigung waren von einer breiten Berichterstattung begleitet worden und lösten in der französischen Bevölkerung eine umfassende Diskussion über mögliche Gesetzesänderungen zum besseren Schutz von Opfern häuslicher Gewalt aus.
Die Schauspielerin Muriel Robin spielt die Figur der Jacqueline Sauvage in einem von dem Fall inspirierten Fernsehfilm unter der Regie von Yves Rénier, der am 1. Oktober 2018 auf TF1 ausgestrahlt wurde. Der Film trug den Titel Jacqueline Sauvage: Es war er oder ich.
Am 23. Juli 2020 starb Jacqueline Sauvage im Alter von 72 Jahren in ihrem Haus in La Selle-sur-le-Bied.

## Schriften
- Je voulais juste que ça s'arrête. LGF, 2018.  ISBN 978-2-253-09142-4